# Двоє батьків (Цілком таємно)

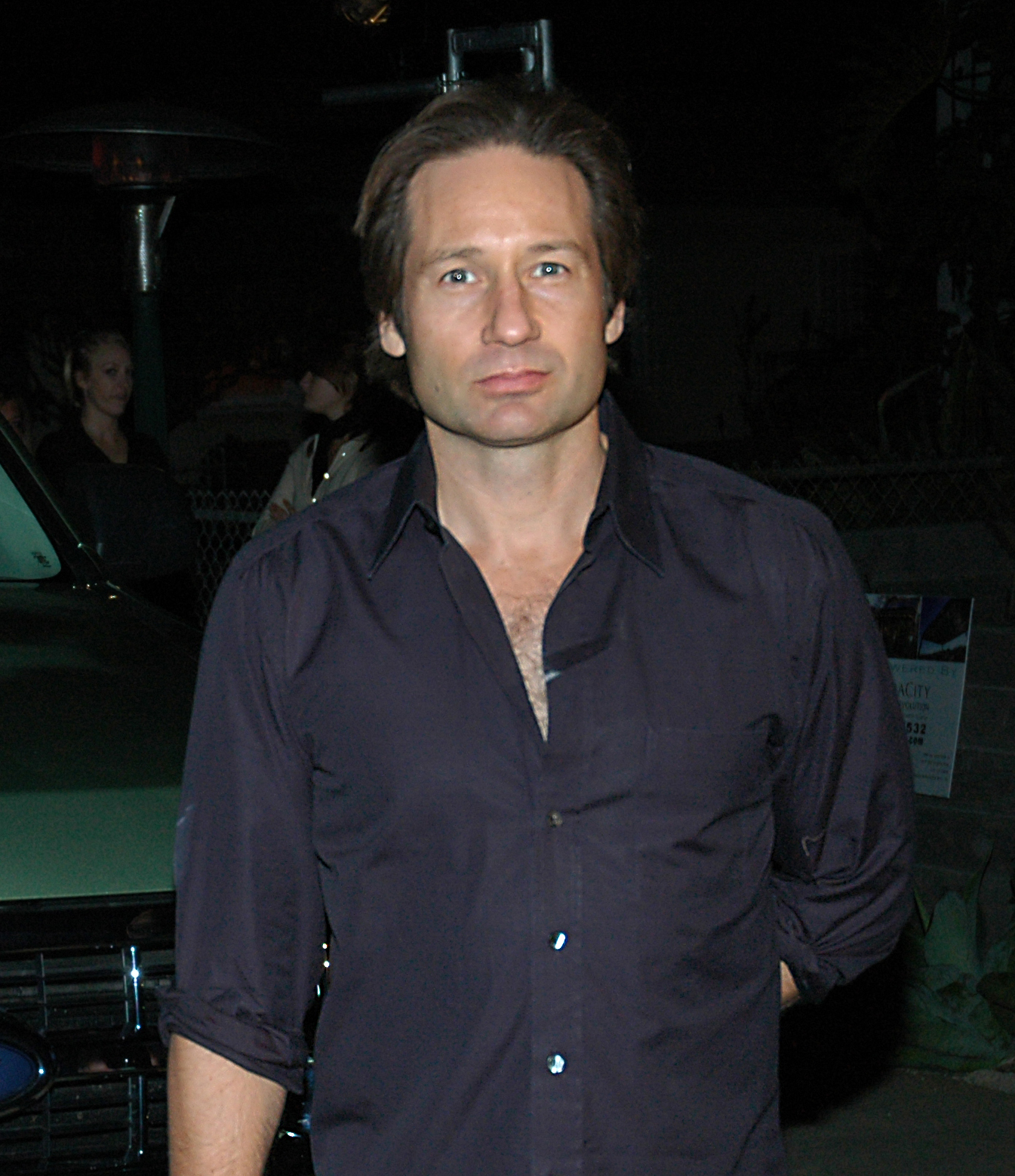

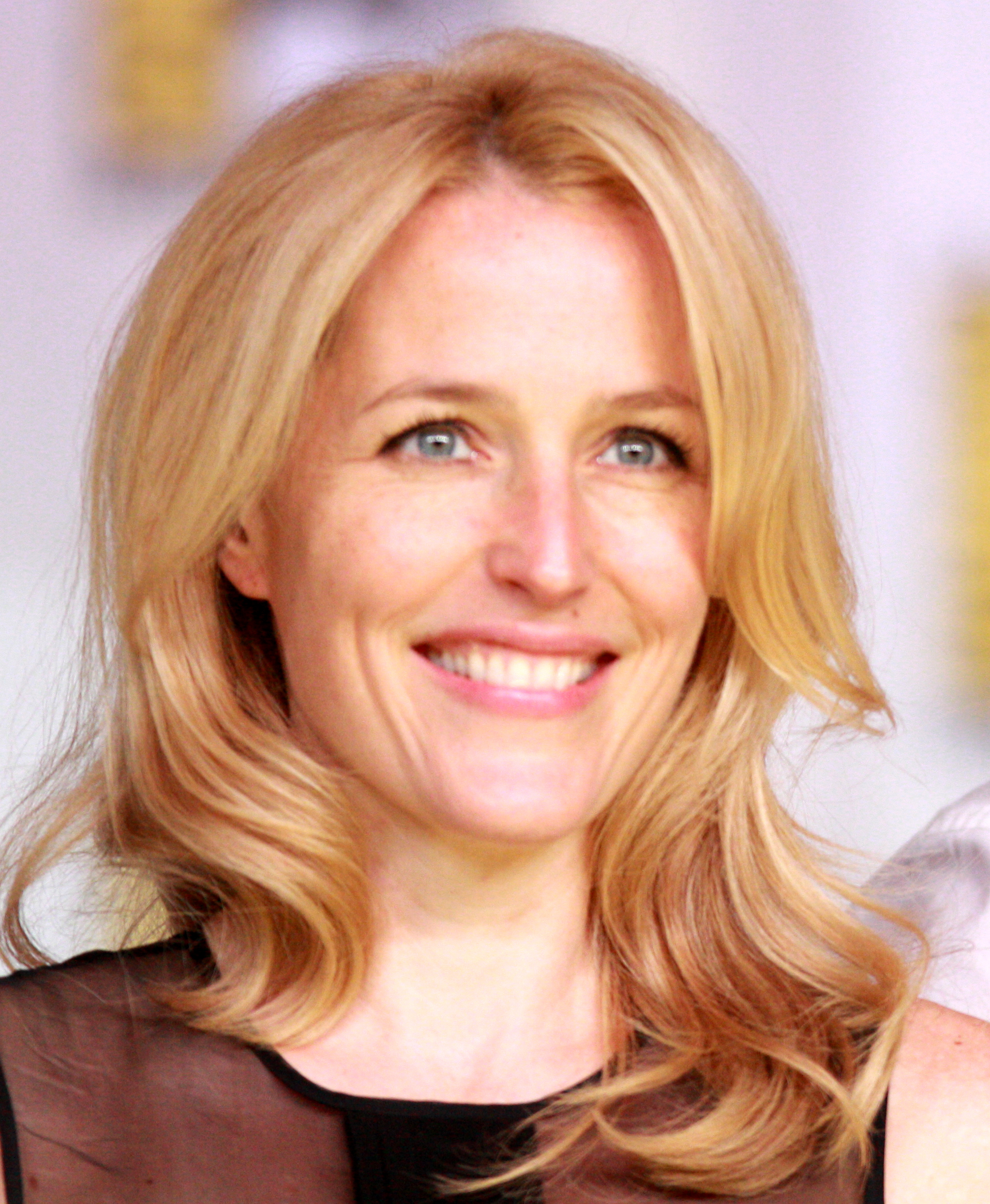

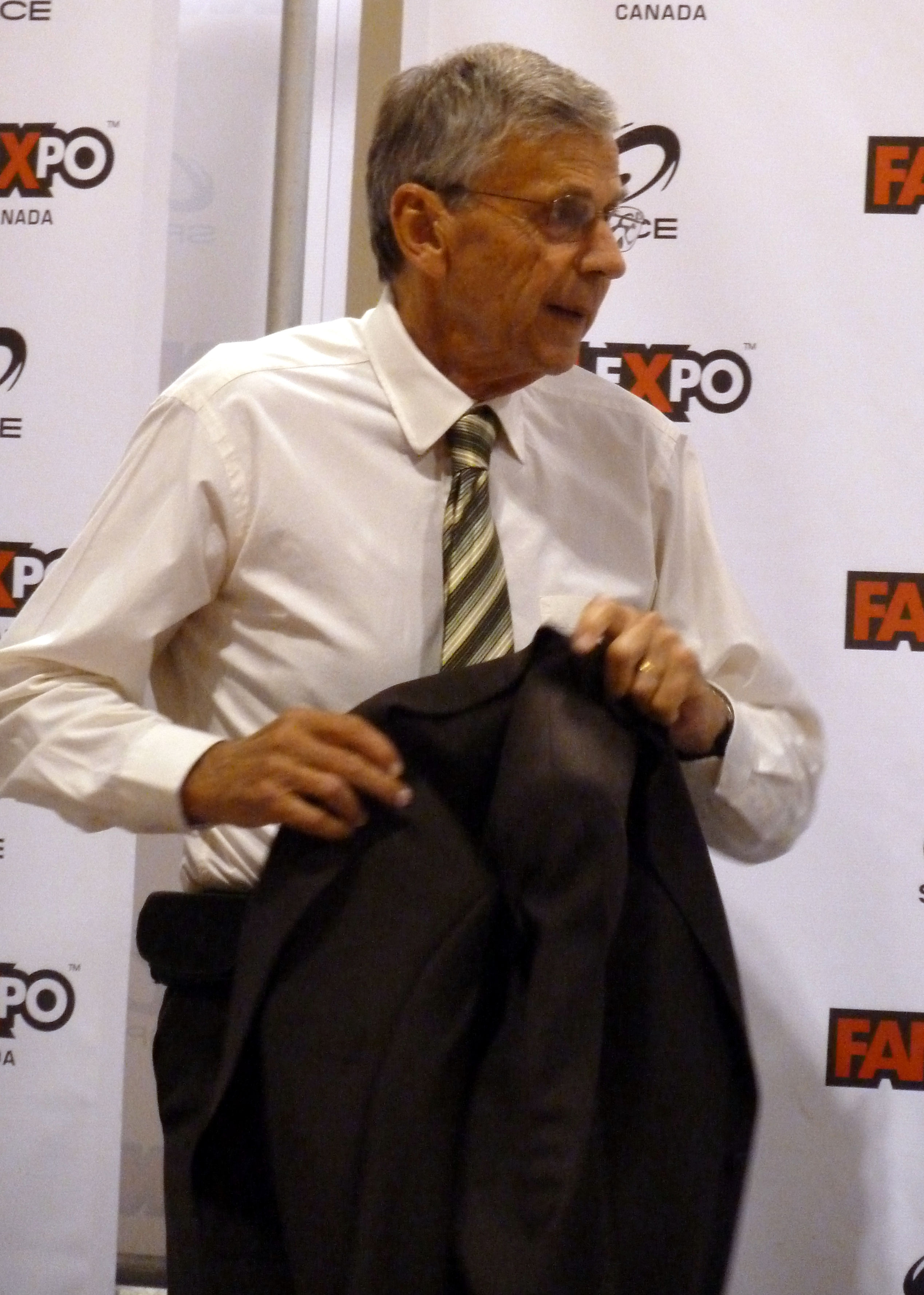

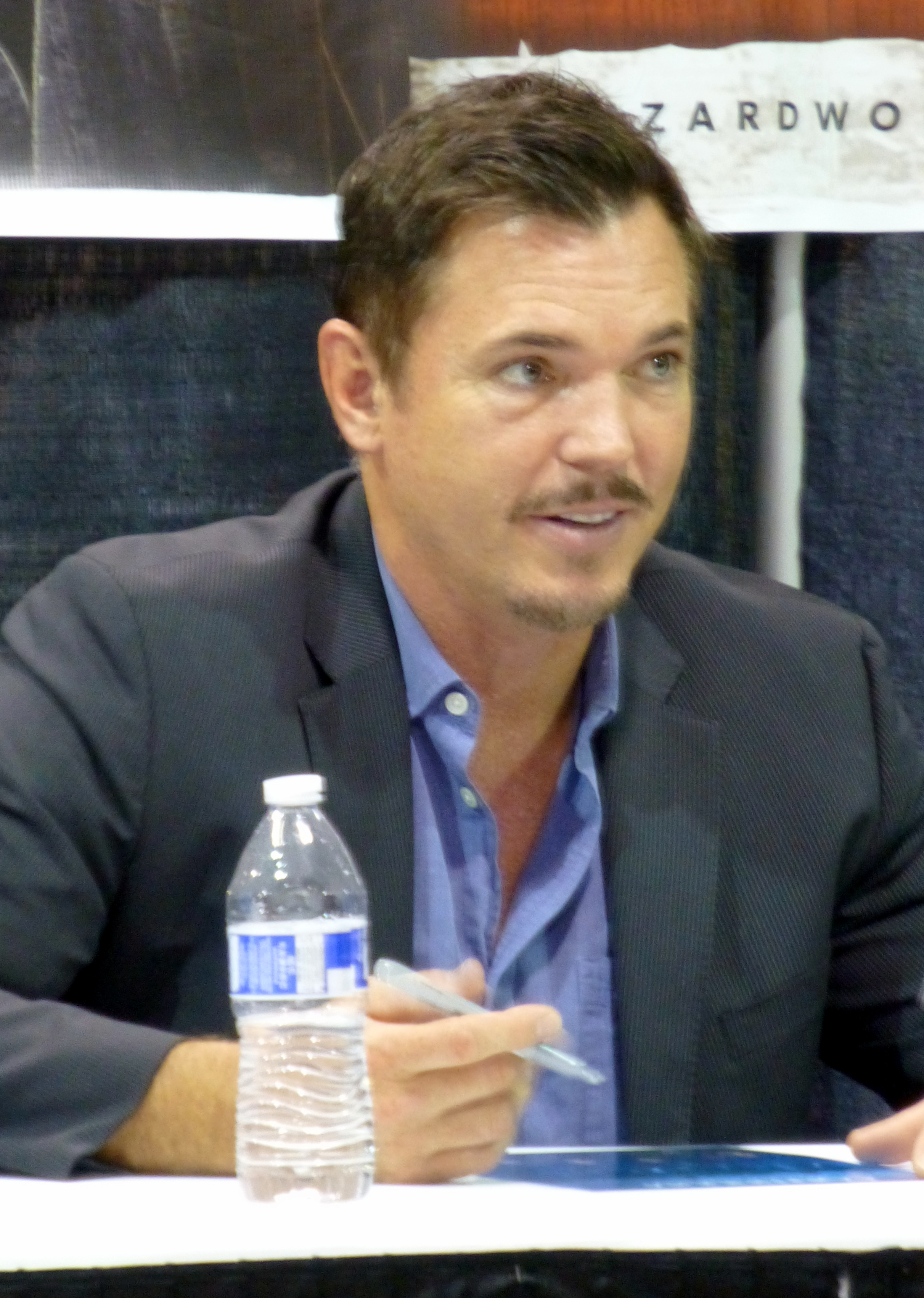

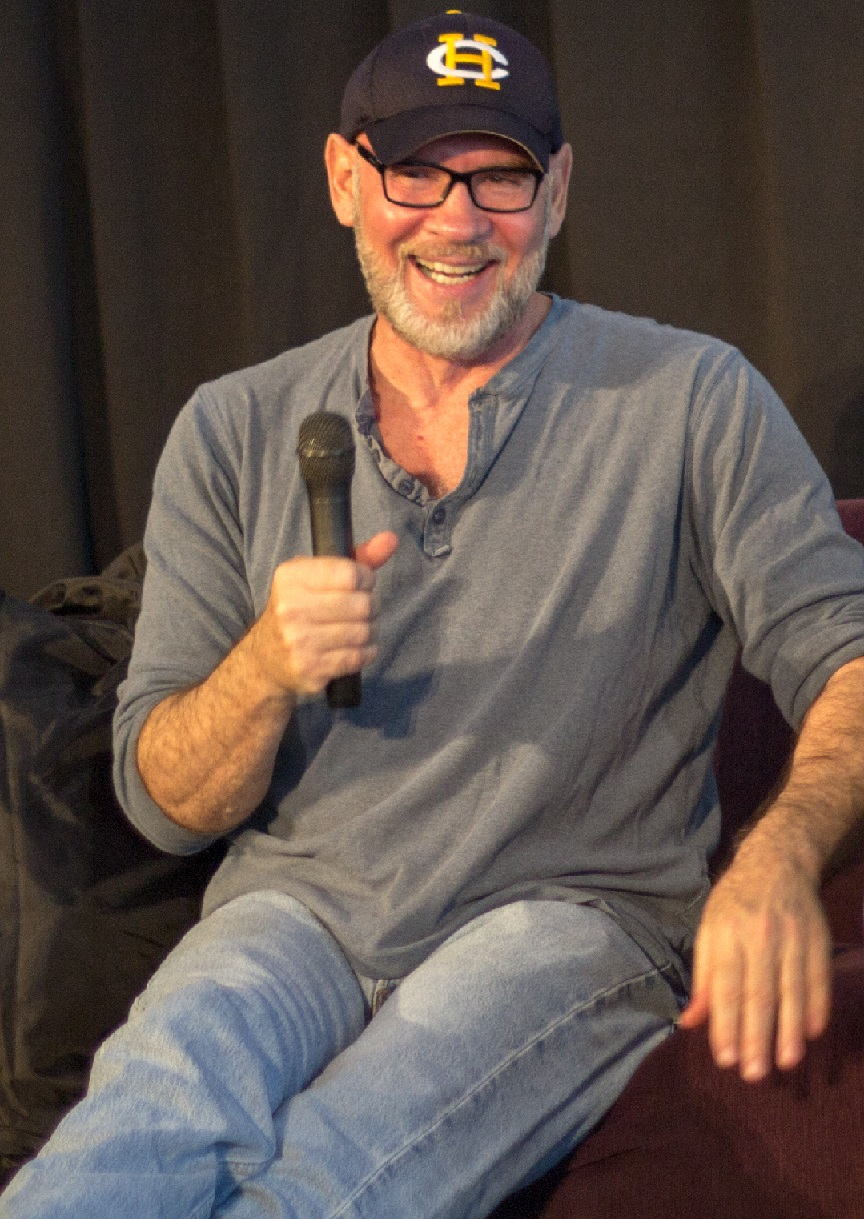

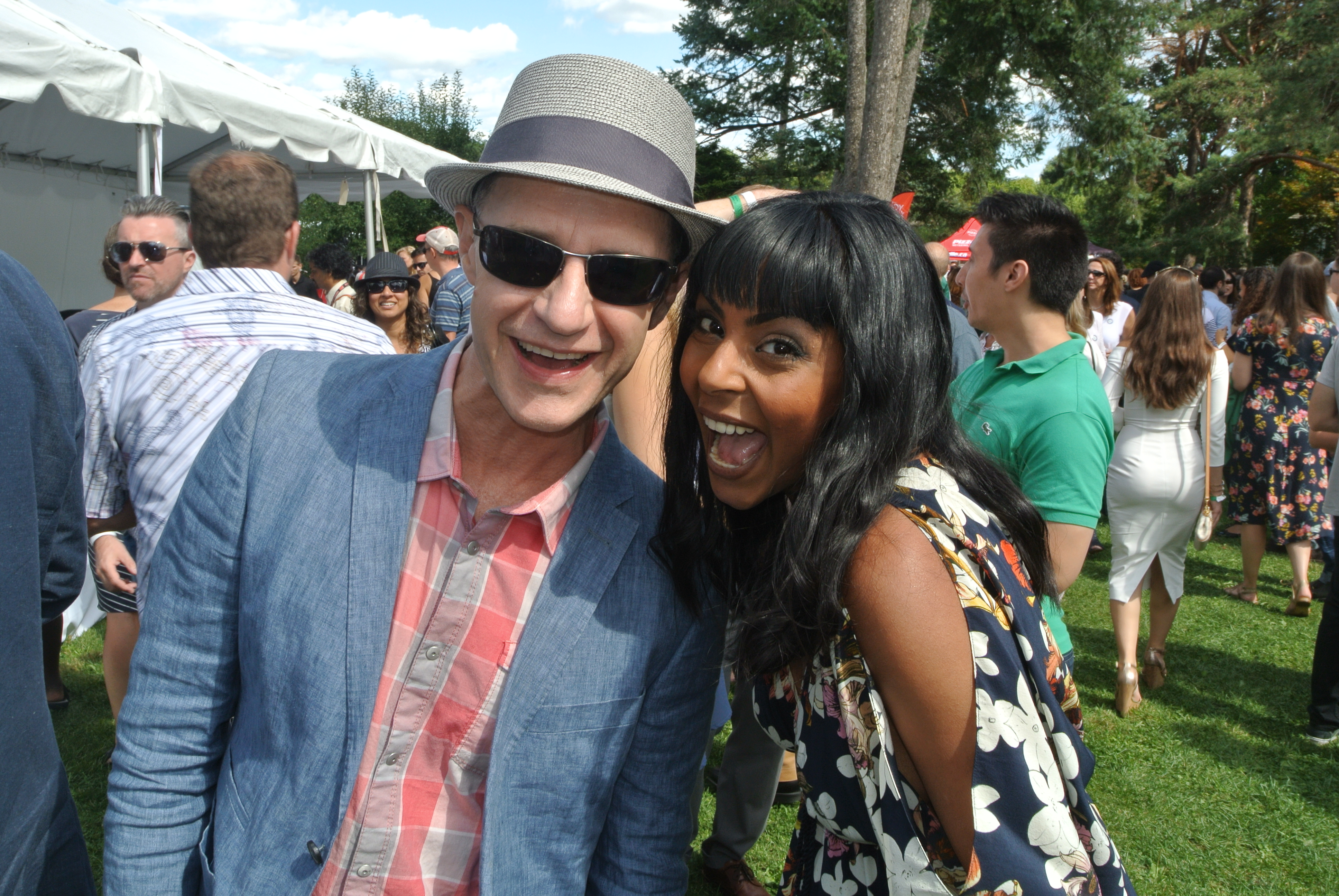

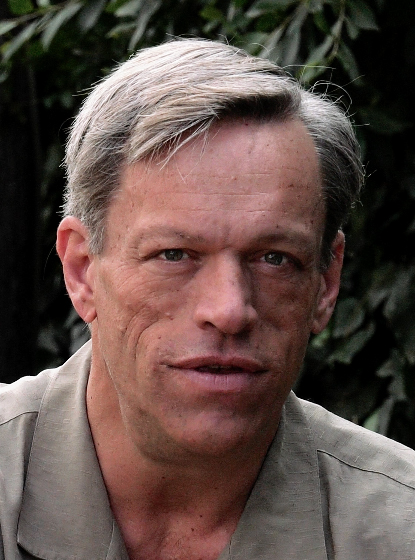

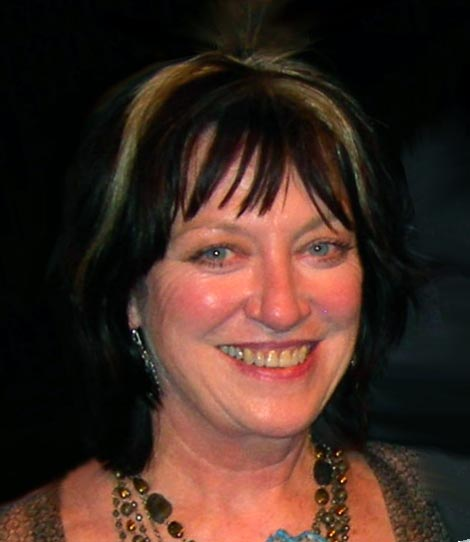

Двоє батьків (Two Fathers) — 11-й епізод шостого сезону серіалу «Цілком таємно». Епізод належить до «міфології серіалу» та надає змогу краще з нею ознайомитися. Прем'єра в мережі «Фокс» відбулася 7 лютого 1999 року.
У США серія отримала рейтинг домогосподарств Нільсена рівний 11.5, який означає, що в день виходу її подивилися 18.81 мільйона чоловік.
Неочікуваний поворот подій призведе до руйнування Синдикату — з несподіваним поверненням Кассандри Спендер і повсталими прибульцями. Члени Синдикату готуються до фінального вторгнення.

## Зміст
Істина десь поруч
У вагоні поїзда (депо Потомак у Вірджинії) лікарі в костюмах хімічного захисту роблять надрізи на невидимому животі пацієнта; із ран просочується зелена рідина, рана заживає сама. Коли приїжджає доктор Юджин Оупеншоу, йому повідомляють: їх двадцятип'ятирічний проект нарешті завершений. Через кілька хвилин починають з'являтися колоністи-заколотники, які спалюють всіх лікарів, вцілілим є доктор Оупеншоу та пацієнтка Кассандра Спендер, яка пропала безвісти більше року до того.
Курець перед ніким виголошує промову про кінець. Промова триває протягом усієї серії.
Волтер Скіннер вивозить сина Кассандри Джеффрі Спендера на місце події, де він зустрічається з матір'ю. Кассандра відмовляється говорити з Джеффрі про те, що з нею сталося, бо вона знає — син їй не повірить. Вона просить поговорити з Фоксом Малдером. Малдер грає в баскетбол — приходить Скаллі й повідомляє: його негайно викликають в офіс ФБР — з приводу «Секретних матеріалів». Спендер «просить» Малдера приєднатися до нього, щоб зустрітися з його матір'ю, але Фокс розглядає це як спробу залякати його. Доктор Оупеншоу (весь в опіках) інформує Курця про завершення проекту, заявляючи, що йому потрібно вбити свою колишню дружину, оскільки вона є першим успішним гібридом інопланетян та людини. Реакція Курця призводить до смерті доктора Оупеншоу. Тим часом одного із старійшин синдикату вбиває інопланетянин (в личині іншої людини), який потім приймає його форму.
Малдер і Дейна Скаллі переглядають фотографії місця злочину з інциденту із вагоном поїзда й відразу визнають схожість із вбивствами роком раніше. Потім агенти відвідують Кассандру в лікарні, яка повідомляє їм, що прибульці тут, щоби стерти все живе на Землі, вказуючи далі, що ця інопланетна загроза рухається через Всесвіт для колонізації інших планет. Вона стверджує, що повстанські сили прибульців калічать їх обличчя, щоб запобігти зараженню «чорною оливою».
Алекс Крайчек повідомляє Синдикату про останні напади повстанців. Повсталий, маскуючи себе Старійшиною, якого він убив, пропонує Синдикату приєднатися до повстанців. Курець, схоже, усвідомлює, що Старійшина виступив проти власної попередньої думки — що приєднання до повстанців є самогубством.
Малдер та Скаллі використовують комп'ютер у офісі «Цілком таємно», щоб знайти справжню особу Курця, щоб дізнатися що він є батьком агента Спендера. Їх несанкціонований вхід в офіс «X-Files» виявляє Волтер Скіннер та намагається вивести. Спендер приводить охорону, внаслідок чого обидва агенти негайно відсторонюються від справ в ФБР. Агент Спендер потім доповідає Курцю, вимагаючи правди.
Скаллі зустрічається з Малдером, кажучи йому, що агент Спендер, ймовірно, ще один псевдонім і що чоловік пов'язаний з батьком Малдера, Вільямом, із яким він працював над секретним державним проектом. Скаллі повідомляє Малдеру багато цікавих збігів із історії Курця Малдера і прибульців. Курець вирішує надати агенту Спендеру більшу відповідальність — щоб він вбив інопланетного заколотника, що маскується під старійшину Синдикату. Спендер зазнає невдачі у виконанні свого завдання, але Крайчек приходить йому на допомогу і добтває інопланетянина. Між агентами і Скіннером відбувається дивна розмова — коли ніхто нікому не вірить. Крайчек розкриває Спендеру, що його батько відповідав за викрадення його матері (Кассандри) і що його роль полягає в захисті сприви батька у проекті. Цей факт засмучує агента Спендера.
Потім Курець розкриває все агенту Діані Фоулі, яка погоджується йому допомогти. Малдер каже Скіннеру, що Кассандрі загрожує небезпека, оскільки вона є першим успішним гібридом інопланетян; Скіннер вирушає в лікарню, щоб перевірити Кассандру, але виявляє, що її немає. Касандра, втікши з лікарні, приїжджає до квартири Малдера і вимагає, щоб він застрелив її, бо вона є втіленням п'ятдесяти років роботи Синдикату — гібриду інопланетян-людини, який спричинить колонізацію, якщо прибульці дізнаються про її існування.
У двері гупають все гучніше. Під застережливі крики Скаллі Малдер прицілюється в Кассандру.

## Зйомки
План ліквідації Синдикату та поновлення міфології серіалу (але в новому напрямку) був спочатку задуманий у вересні 1998 року. Режисер Кім Меннерс повідомляв: «Я роками говорив, що серіал дійсно вирішувався, так би мовити, випадково. Вся сюжетна лінія Синдикату і бджіл, і прибульців, і сліди на шиї, всі вони, здавалося, просто випадково встали на своє місце і створили інтригуючу таємничу сюжетну лінію. Ця лінія з часом стала настільки загадковою і такою захопливою, що Крісу довелося хукати на це все, бо він уже не міг з цим боротися».
Оригінальний сценарій містив різні послідовності ретроспектив; Пітер Донат, Вільям Б. Девіс та Вероніка Картрайт з'являлися приблизно на двадцять-тридцять років молодшими. Виробнича група накладала на акторів різні види гриму, щоб «вимолодити» їх. Однак сценаристи врешті-решт дійшли висновку, що ці зусилля не спрацювали, тому вони вирізали більшу частину даної сюжетної лінії. Це призвело до створення цілком нового напрямку, в якому Курець зрештою виголосив монолог із поясненням історії проекту. Перша сцена була знята в Лонг-Біч (Каліфорнія).
Сцена, в якій Джеффрі відвідав матір Кассандру Спендер, була знята в Лос-Анджелесі. Ті члени знімальної групи «Цілком таємно», які переїхали із Ванкувера до Лос-Анджелеса, усе ще мали проблеми з адаптацією до кліматичних змін. Вони були змушені пристосуватися до іншого сонячного світла, оскільки у Ванкувері було «темно-сіре відчуття» порівняно із сонячною атмосферою Каліфорнії. Кім Меннерс важко звикав до нового знімального майданчика. У цьому епізоді вперше за останні п'ять років було використано нові кадри для будівлі Дж. Едгара Гувера.
Будинок Другого Старійшини знаходився у відносно дорогому районі Лос-Анджелеса. Меннерс згодом казав, що він дуже нервував під час зйомок цієї сцени — оскільки знімальній групі потрібно було розвести багаття всередині будинку. Коли безликий інопланетянин атакує Другого Старійшину, знімальну команду зі спецефектами можна побачити за вікном, що «біжать зі своєю буровою установкою», повідомляв Меннерс.

## Показ і відгуки
Епізод отримав рейтинг Нільсена 11,5 із часткою 16 що означає — приблизно 11.5 % усіх домогосподарств, обладнаних телевізором, і 16 % домогосподарств, які дивляться телебачення, були налаштовані на епізод. Загалом його переглянули 18,81 мільйона глядачів у США. Серія була третьою за рейтингом епізодом шостого сезону. Епізод дебютував у США та Канаді 7 лютого 1999 року в мережі «Fox Network». Він був показаний у Великій Британії і Ірландії по «Sky One» 16 травня 1999 року та отримав перегляд 0,72 мільйона глядачів, це був третій по переглядуваності епізод тижня. Вероніка Картрайт номінувалася на премію «Еммі» як «Видатна запрошена актриса в драматичному серіалі» — за роль у цьому епізоді та «Одному сині», а гримерний відділ номінований на «Еммі» в категорії «Видатний грим для серіалу» та переміг. Згодом епізод був включений у «Міфологію Цілком таємно», том 3 — «Колонізація», колекція DVD, що містить епізоди, пов'язані з планами чужого колоніста опанувати планетою.
Епізод отримав переважно позитивні відгуки критиків. Том Кессеніч у книзі «Експертиза: Несанкціонований погляд на сезони 6–9 Цілком таємно» позитивно написав про цю серію, зазначивши, що в ній чудово розвинуто сюжетні лінії героїв серіалу, оскільки «тут відкрито багато відповідей на запитання, які якийсь час бовталися, не використовуючи Малдера чи Скаллі як канали для багатьох з цих відповідей». Основною причиною створення епілогу до сюжетної лінії Синдикату було те, що Кріс Картер вважав — серіал припинять знімати до початку 2000 року. Реалізуючи епізод, Картер зазначив, що це дасть багато довгоочікуваних відповідей, але в той же час створить нові запитання. Ерл Крессі з «DVD Talk» назвав «Двоє батьків», а також наступну серію «Один син», як одну з «головних подій шостого сезону». Джойс Міллман з вебсайту «Salon» зазначав, що епізод (разом із «Один син») був одним із «найбільш послідовних, […] майже нестерпно напружених годин у серіалі». Рецензент «The Michigan Daily» Меліса Рунстром писала, що «Двоє батьків» разом із «Одним сином» та фінал сезону «Біогенез» були головними моментами шостого сезону.
Емілі Вандерверф з «The AV Club» присвоїла епізоду рейтинг «B–». Вона дійшла висновку, що він є прикладом «імпульсивної розваги», і аплодувала його незліченній кількості сюжетних діній, які привертають увагу. Однак Вандерверф критикувала сюжет, відзначаючи, що «серіал в основному просто вибирає Кассандру як відповідь на багато питань, що стосуються міфології Цілком таємно».
Не всі відгуки були такими сяючими. Пола Вітаріс з «Cinefantastique» надала епізоду змішаний огляд і присудила 2 зірки з чотирьох. Вітаріс позитивно написала про зйомки, зазначивши: «Візуально епізод виглядає непогано […], особливо сцени в ангарі — це прицільні очі, двері що повільно відчиняються, а прибульці йдуть вперед, затемнені яскравим світлом». Однак вона розкритикувала сюжет епізоду, вказуючи, що «Двоє батьків» «просто йдуть шляхом, який вже витоптували десятки книг, оповідань, фільмів та інших телевізійних шоу».

## Знімалися
| Актор             | Роль                  |
| ----------------- | --------------------- |
| Девід Духовни     | Фокс Малдер           |
| Джилліан Андерсон | Дейна Скаллі          |
| Вільям Девіс      | Курець                |
| Ніколас Ліа       | Алекс Крайчек         |
| Мітч Піледжі      | Волтер Скіннер        |
| Мімі Роджерс      | Діана Фоулі           |
| Кріс Оуенс        | Джеффрі Спендер       |
| Браян Томпсон     | Мисливець за головами |
| Вероніка Картрайт | Кассандра Спендер     |
| Дон С. Вільямс    | Перший Старійшина     |
| Джордж Мердок     | Другий Старійшина     |
| Ел Русціо         | Четвертий Старійшина  |
| Нік Тейт          | Юджин Опеншоу         |
| Деймон Салім      | гравець               |
| Валері Петітфорд  | агентка ФБР           |
| Джейн Форгі       | медсестра             |